# Temporada 1994-95 de los San Antonio Spurs
La temporada 1994-95 fue la decimonovena de los San Antonio Spurs en la NBA, tras la fusión de la liga con la ABA, donde había jugado nueve temporadas, seis en Dallas y tres en San Antonio. La temporada regular acabó con 62 victorias y 20 derrotas, ocupando el primer puesto de la conferencia Oeste, clasificándose para los playoffs, en los que cayeron en las finales de conferencia ante Houston Rockets.
Fue la última temporada en activo de Moses Malone, que se retiraba tras 19 tamporadas en la NBA.

## Elecciones en elDraft
| Ronda | Puesto | Jugador     | Posición  | Nacionalidad   | Universidad    |
| ----- | ------ | ----------- | --------- | -------------- | -------------- |
| 1     | 22     | Bill Curley | Ala-Pívot | Estados Unidos | Boston College |

## Temporada regular
| División Medio Oeste   | División Medio Oeste | División Medio Oeste | División Medio Oeste | División Medio Oeste | División Medio Oeste | División Medio Oeste | División Medio Oeste | División Medio Oeste |
| Equipo                 | G                    | P                    | %                    | PD                   | Casa                 | Fuera                | Div                  |                      |
| ---------------------- | -------------------- | -------------------- | -------------------- | -------------------- | -------------------- | -------------------- | -------------------- | -------------------- |
| y-San Antonio Spurs    | 62                   | 20                   | .756                 | —                    | 33–8                 | 29–12                | 20–6                 |                      |
| x-Utah Jazz            | 60                   | 22                   | .732                 | 2                    | 33–8                 | 27–14                | 17–9                 |                      |
| x-Houston Rockets      | 47                   | 35                   | .573                 | 15                   | 25–16                | 22–19                | 13–13                |                      |
| x-Denver Nuggets       | 41                   | 41                   | .500                 | 21                   | 23–18                | 18–23                | 13–13                |                      |
| Dallas Mavericks       | 36                   | 46                   | .439                 | 26                   | 19–22                | 17–24                | 11–15                |                      |
| Minnesota Timberwolves | 21                   | 61                   | .256                 | 41                   | 13–28                | 8–33                 | 4–22                 |                      |

## Playoffs

### Primera ronda
San Antonio Spurs  vs. Denver Nuggets
| Fecha       | Partido                                  | Ciudad      |
| ----------- | ---------------------------------------- | ----------- |
| 28 de abril | San Antonio Spurs 104, Denver Nuggets 88 | San Antonio |
| 30 de abril | San Antonio Spurs 122, Denver Nuggets 96 | San Antonio |
| 2 de mayo   | Denver Nuggets 95, San Antonio Spurs 99  | Denver      |
|             | San Antonio Spurs gana las series 3-0    |             |

### Semifinales de Conferencia
San Antonio Spurs  vs. Los Angeles Lakers
| Fecha      | Partido                                      | Ciudad      |
| ---------- | -------------------------------------------- | ----------- |
| 6 de mayo  | San Antonio Spurs 110, Los Angeles Lakers 94 | San Antonio |
| 8 de mayo  | San Antonio Spurs 97, Los Angeles Lakers 90  | San Antonio |
| 12 de mayo | Los Angeles Lakers 92, San Antonio Spurs 85  | Los Ángeles |
| 14 de mayo | Los Angeles Lakers 71, San Antonio Spurs 80  | Los Ángeles |
| 16 de mayo | San Antonio Spurs 96, Los Angeles Lakers 98  | San Antonio |
| 18 de mayo | Los Angeles Lakers 88, San Antonio Spurs 100 | Los Ángeles |
|            | San Antonio Spurs gana las series 4-2        |             |

### Finales de Conferencia
San Antonio Spurs  vs. Houston Rockets
| Fecha      | Partido                                    | Ciudad      |
| ---------- | ------------------------------------------ | ----------- |
| 22 de mayo | San Antonio Spurs 93, Houston Rockets 94   | San Antonio |
| 24 de mayo | San Antonio Spurs 96, Houston Rockets 106  | San Antonio |
| 26 de mayo | Houston Rockets 102, San Antonio Spurs 107 | Houston     |
| 28 de mayo | Houston Rockets 81, San Antonio Spurs 103  | Houston     |
| 30 de mayo | San Antonio Spurs 90, Houston Rockets 111  | San Antonio |
| 1 de junio | Houston Rockets 100, San Antonio Spurs 95  | Houston     |
|            | Houston Rockets gana las series 4-2        |             |

## Estadísticas

### Temporada regular
| Rk | Jugador         | Edad | P  | PT | MP   | TC  | TCI  | %TC  | T3  | T3I | %T3  | TL  | TLI  | %TL   | RO  | RD   | RT   | AS  | RB  | TAP | BP  | FP  | PTS  |
| -- | --------------- | ---- | -- | -- | ---- | --- | ---- | ---- | --- | --- | ---- | --- | ---- | ----- | --- | ---- | ---- | --- | --- | --- | --- | --- | ---- |
| 1  | David Robinson  | 29   | 81 | 81 | 38.0 | 9.7 | 18.4 | .530 | 0.1 | 0.2 | .300 | 8.1 | 10.5 | .774  | 2.9 | 7.9  | 10.8 | 2.9 | 1.7 | 3.2 | 2.9 | 2.8 | 27.6 |
| 2  | Avery Johnson   | 29   | 82 | 82 | 36.7 | 5.5 | 10.5 | .519 | 0.0 | 0.3 | .136 | 2.5 | 3.6  | .685  | 0.6 | 1.9  | 2.5  | 8.2 | 1.4 | 0.2 | 2.5 | 1.9 | 13.4 |
| 3  | Sean Elliott    | 26   | 81 | 81 | 35.3 | 6.2 | 13.2 | .468 | 1.7 | 4.1 | .408 | 4.0 | 5.0  | .807  | 0.8 | 2.8  | 3.5  | 2.5 | 1.0 | 0.5 | 1.9 | 2.7 | 18.1 |
| 4  | Dennis Rodman   | 33   | 49 | 26 | 32.0 | 2.8 | 4.9  | .571 | 0.0 | 0.0 | .000 | 1.5 | 2.3  | .676  | 5.6 | 11.2 | 16.8 | 2.0 | 0.6 | 0.5 | 2.0 | 3.2 | 7.1  |
| 5  | Vinny Del Negro | 28   | 75 | 71 | 31.5 | 5.0 | 10.2 | .486 | 0.9 | 2.2 | .407 | 1.7 | 2.2  | .790  | 0.4 | 2.2  | 2.6  | 3.0 | 0.8 | 0.2 | 0.7 | 2.4 | 12.5 |
| 6  | Chuck Person    | 30   | 81 | 1  | 25.1 | 3.9 | 9.3  | .423 | 2.1 | 5.5 | .387 | 0.8 | 1.3  | .647  | 0.6 | 2.6  | 3.2  | 1.3 | 0.6 | 0.1 | 1.3 | 2.4 | 10.8 |
| 7  | J.R. Reid       | 26   | 81 | 37 | 19.3 | 2.5 | 4.9  | .508 | 0.0 | 0.0 | .500 | 2.0 | 2.9  | .687  | 1.5 | 3.4  | 4.9  | 0.7 | 0.7 | 0.4 | 1.4 | 2.8 | 7.0  |
| 8  | Terry Cummings  | 33   | 76 | 20 | 16.8 | 2.9 | 6.1  | .483 | 0.0 | 0.0 |      | 0.9 | 1.6  | .585  | 1.8 | 3.2  | 5.0  | 0.8 | 0.5 | 0.3 | 1.3 | 2.5 | 6.8  |
| 9  | Doc Rivers      | 33   | 60 | 0  | 15.7 | 1.7 | 4.8  | .360 | 0.7 | 2.0 | .344 | 0.9 | 1.2  | .732  | 0.2 | 1.5  | 1.7  | 2.6 | 1.0 | 0.4 | 0.9 | 2.4 | 5.0  |
| 10 | Willie Anderson | 28   | 38 | 11 | 14.6 | 2.0 | 4.3  | .469 | 0.1 | 0.5 | .158 | 0.8 | 1.1  | .732  | 0.4 | 1.1  | 1.4  | 1.4 | 0.7 | 0.3 | 1.0 | 1.9 | 4.9  |
| 11 | Moses Malone    | 39   | 17 | 0  | 8.8  | 0.8 | 2.1  | .371 | 0.1 | 0.1 | .500 | 1.3 | 1.9  | .688  | 1.2 | 1.5  | 2.7  | 0.4 | 0.1 | 0.2 | 0.6 | 0.9 | 2.9  |
| 12 | Chris Whitney   | 23   | 25 | 0  | 7.2  | 0.6 | 1.9  | .298 | 0.1 | 0.8 | .158 | 0.4 | 0.4  | 1.000 | 0.2 | 0.4  | 0.5  | 1.1 | 0.2 | 0.0 | 0.7 | 1.4 | 1.7  |
| 13 | Corey Crowder   | 25   | 7  | 0  | 4.1  | 0.3 | 1.4  | .200 | 0.0 | 0.6 | .000 | 0.3 | 0.9  | .333  | 0.1 | 0.3  | 0.4  | 0.1 | 0.1 | 0.0 | 0.3 | 0.1 | 0.9  |
| 14 | Jack Haley      | 31   | 31 | 0  | 3.8  | 0.8 | 2.0  | .426 | 0.0 | 0.0 | .000 | 0.7 | 1.0  | .656  | 0.3 | 0.6  | 0.9  | 0.1 | 0.1 | 0.2 | 0.4 | 1.0 | 2.4  |
| 15 | Howard Eisley   | 22   | 15 | 0  | 3.7  | 0.2 | 1.1  | .176 | 0.1 | 0.3 | .200 | 0.0 | 0.0  |       | 0.1 | 0.3  | 0.4  | 1.2 | 0.0 | 0.1 | 0.5 | 0.2 | 0.5  |
| 16 | Julius Nwosu    | 23   | 23 | 0  | 3.7  | 0.4 | 1.2  | .321 | 0.0 | 0.0 |      | 0.6 | 0.7  | .765  | 0.5 | 0.6  | 1.0  | 0.1 | 0.0 | 0.1 | 0.4 | 0.9 | 1.3  |

### Playoffs
| Rk | Jugador         | Edad | P  | PT | MP   | TC  | TCI  | %TC  | T3  | T3I | %T3  | TL  | TLI | %TL  | RO  | RD  | RT   | AS  | RB  | TAP | BP  | FP  | PTS  |
| -- | --------------- | ---- | -- | -- | ---- | --- | ---- | ---- | --- | --- | ---- | --- | --- | ---- | --- | --- | ---- | --- | --- | --- | --- | --- | ---- |
| 1  | David Robinson  | 29   | 15 | 15 | 41.5 | 8.6 | 19.3 | .446 | 0.1 | 0.3 | .200 | 8.1 | 9.9 | .812 | 3.8 | 8.3 | 12.1 | 3.1 | 1.5 | 2.6 | 3.7 | 4.2 | 25.3 |
| 2  | Sean Elliott    | 26   | 15 | 15 | 38.3 | 5.8 | 13.3 | .435 | 1.3 | 3.7 | .364 | 4.4 | 5.7 | .776 | 1.5 | 3.3 | 4.8  | 2.7 | 0.7 | 0.5 | 1.8 | 2.5 | 17.3 |
| 3  | Avery Johnson   | 29   | 15 | 15 | 38.3 | 6.1 | 11.7 | .517 | 0.0 | 0.1 | .000 | 2.4 | 3.9 | .621 | 0.6 | 1.5 | 2.1  | 8.3 | 1.3 | 0.4 | 2.0 | 1.9 | 14.5 |
| 4  | Dennis Rodman   | 33   | 14 | 12 | 32.8 | 3.7 | 6.9  | .542 | 0.0 | 0.4 | .000 | 1.4 | 2.5 | .571 | 4.9 | 9.9 | 14.8 | 1.3 | 0.9 | 0.0 | 1.8 | 3.6 | 8.9  |
| 5  | Vinny Del Negro | 28   | 15 | 15 | 25.5 | 3.4 | 7.9  | .432 | 0.6 | 1.3 | .450 | 1.3 | 1.6 | .833 | 0.3 | 1.9 | 2.1  | 2.5 | 0.5 | 0.1 | 1.1 | 1.5 | 8.7  |
| 6  | Doc Rivers      | 33   | 15 | 0  | 21.2 | 2.5 | 6.3  | .389 | 1.1 | 3.1 | .370 | 1.7 | 2.1 | .839 | 0.2 | 1.7 | 1.9  | 1.6 | 0.9 | 0.6 | 1.2 | 2.7 | 7.8  |
| 7  | Chuck Person    | 30   | 15 | 0  | 17.2 | 1.8 | 5.1  | .351 | 0.9 | 3.0 | .289 | 0.5 | 0.7 | .727 | 0.1 | 1.7 | 1.8  | 0.5 | 0.3 | 0.5 | 0.4 | 1.5 | 5.0  |
| 8  | J.R. Reid       | 26   | 15 | 1  | 13.9 | 1.9 | 3.9  | .492 | 0.0 | 0.0 |      | 2.2 | 2.6 | .846 | 0.9 | 1.9 | 2.8  | 0.6 | 0.5 | 0.3 | 1.0 | 2.4 | 6.1  |
| 9  | Terry Cummings  | 33   | 15 | 2  | 9.0  | 1.2 | 3.2  | .375 | 0.0 | 0.1 | .000 | 1.5 | 2.0 | .733 | 0.8 | 1.3 | 2.1  | 0.3 | 0.3 | 0.1 | 0.5 | 1.7 | 3.9  |
| 10 | Willie Anderson | 28   | 11 | 0  | 8.8  | 0.8 | 1.8  | .450 | 0.0 | 0.1 | .000 | 0.2 | 0.3 | .667 | 0.5 | 0.6 | 1.1  | 0.9 | 0.5 | 0.0 | 0.7 | 1.1 | 1.8  |
| 11 | Julius Nwosu    | 23   | 2  | 0  | 3.5  | 0.0 | 1.0  | .000 | 0.0 | 0.0 |      | 0.0 | 0.0 |      | 0.5 | 0.5 | 1.0  | 0.0 | 0.0 | 0.0 | 0.5 | 0.5 | 0.0  |
| 12 | Jack Haley      | 31   | 4  | 0  | 3.3  | 0.3 | 1.8  | .143 | 0.0 | 0.0 |      | 0.3 | 0.5 | .500 | 0.5 | 1.0 | 1.5  | 0.0 | 0.0 | 0.3 | 0.3 | 0.5 | 0.8  |

## Galardones y récords
| Jugador        | Galardón                                                                           |
| David Robinson | MVP de la NBA Mejor quinteto de la NBA Mejor quinteto defensivo de la NBA All-Star |
| Dennis Rodman  | 3.er Mejor quinteto de la NBA Mejor quinteto defensivo de la NBA                   |